# アナ・ナイマシ
アナ・ナイマシ（Ana Naimasi、1994年2月21日 - ）は、フィジーの女子ラグビー選手。

## プロフィール
- フィジー出身。
- ポジションはユーティリティBK[1]。
- 身長 156cm、体重 70kg

## 略歴
2021年、東京五輪の7人制女子フィジー代表に選ばれて銅メダル獲得。
2024年、パリ五輪の7人制女子フィジー代表に選ばれた。